# Maleisië op de Gemenebestspelen

Vlag van Maleisië

Maleisië is een van de landen die deelneemt aan de Gemenebestspelen (of Commonwealth Games). Sinds 1966 heeft Maleisië veertienmaal deelgenomen en in totaal 238 medailles gewonnen. Maleisië heeft eenmaal de Gemenebestspelen georganiseerd.

## Maleisië als gastland
| Jaar | Gaststad     |
| 1998 | Kuala Lumpur |

## Medailles
| Maleisië op de Gemenebestspelen | Maleisië op de Gemenebestspelen | Maleisië op de Gemenebestspelen | Maleisië op de Gemenebestspelen | Maleisië op de Gemenebestspelen | Maleisië op de Gemenebestspelen |
| ------------------------------- | ------------------------------- | ------------------------------- | ------------------------------- | ------------------------------- | ------------------------------- |
| Jaar                            | Goud                            | Zilver                          | Brons                           | Totaal                          | Rang                            |
| 1966                            | 2                               | 2                               | 1                               | 5                               | 12                              |
| 1970                            | 1                               | 1                               | 1                               | 3                               | 15                              |
| 1974                            | 1                               | -                               | 3                               | 4                               | 15                              |
| 1978                            | 1                               | 2                               | 1                               | 4                               | 12                              |
| 1982                            | 1                               | -                               | 1                               | 2                               | 13                              |
| 1990                            | 2                               | 2                               | -                               | 4                               | 10                              |
| 1994                            | 2                               | 3                               | 2                               | 7                               | 14                              |
| 1998                            | 10                              | 14                              | 12                              | 36                              | 4                               |
| 2002                            | 7                               | 9                               | 18                              | 34                              | 8                               |
| 2006                            | 7                               | 12                              | 10                              | 29                              | 8                               |
| 2010                            | 12                              | 10                              | 14                              | 36                              | 7                               |
| 2014                            | 6                               | 7                               | 6                               | 19                              | 12                              |
| 2018                            | 7                               | 5                               | 12                              | 24                              | 12                              |
| 2022                            | 7                               | 8                               | 8                               | 23                              | 10                              |